# Paroreomyza
Paroreomyza Perkins, 1901 è un genere di uccelli passeriformi della famiglia dei Fringillidi.

## Etimologia
Il nome scientifico del genere, Paroreomyza, è composto dal prefisso para- e da Oreomyza, sinonimo obsoleto di Oreomystis, col significato dunque di "simile a Oreomyza", in riferimento alla somiglianza fra le specie di questo genere e l'ʻakikiki (unica specie di Oreomystis).

## Descrizione
Al genere vengono ascritti uccelli di piccole dimensioni (11 cm di lunghezza), dall'aspetto che richiama vagamente quello dei Parulidae, con testa tondeggiante, becco corto e sottile e livrea in cui predominano il giallino (o del rosso nel caso del kākāwahie) su testa e area ventrale, mentre dorso, coda e ali sono di color verde oliva, colore quest'ultimo predominante in tutto il piumaggio delle femmine.

## Distribuzione e habitat
Tutte le specie del genere sono endemiche delle Hawaii, con l'estinto kākāwahie che abitava Molokai e le due specie viventi che abitano Oahu e Maui (con una sottospecie, anch'essa attualmente estinta, che abitava su Lanai): il loro habitat è rappresentato dalle aree di foresta pluviale tropicale e subtropicale, con presenza di denso sottobosco.

## Biologia
Si tratta di uccelli dalle abitudini diurne, che vivono da soli o in gruppetti e passano la maggior parte del tempo alla ricerca di cibo (rappresentato soprattutto da insetti, ma sporadicamente anche da nettare).

## Tassonomia
La tassonomia del genere è stata piuttosto travagliata: inizialmente considerato come facente parte di Himatione o di Loxops, talvolta esso viene classificato come monotipico, con la sola P. maculata di cui le altre due specie (oltre all'ʻakikiki ed il rampichino hawaiiano) sarebbero sottospecie.

Il genere comprende  3 specie, due delle quali viventi:
- Paroreomyza flammea (Wilson, 1889) - kākāwahie †
- Paroreomyza maculata (Cabanis, 1850) - 'alauahio di Oahu
- Paroreomyza montana (Wilson, 1890) - 'alauahio di Maui

nell'ambito della tribù dei Drepanidini, il genere si dimostra piuttosto basale, formando un clade con l'affine ʻakikiki.